# Estació de Balaguer
Balaguer és una estació de ferrocarril de FGC situada a la població de Balaguer, a la comarca de la Noguera. L'estació es troba a la línia Lleida - la Pobla de Segur per on circulen trens de la línia RL1, que finalitzen en aquesta estació, i de la línia RL2, amb destinació la Pobla de Segur.
També trens turístics sota el nom comercial del Tren dels Llacs.

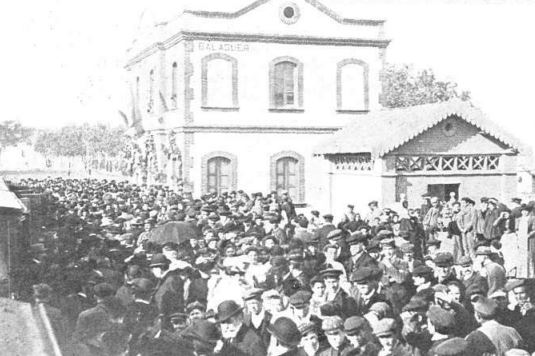
Arribada del primer tren el 1905

El ferrocarril va arribar a Balaguer al perllongar cap a Balaguer el tram de via d'ample mètric entre Mollerussa i Menàrguens, amb el propòsit de facilitar el transport de remolatxa sucrera, molt abundant a la zona, fins a la fàbrica de sucre de Menàrguens. La línia d'ample mètric va començar a ser construïda en 1899 per la Societat Manuel Bertrand i el ferrocarril va arribar a Balaguer el 24 de setembre de 1903, encara que la seva inauguració definitiva no va ser fins al 26 de novembre de 1905
Per la seva banda, el ferrocarril d'ample ibèric va arribar el 3 de febrer de 1924 quan es va obrir el tram entre Lleida i Balaguer. Segons el Pla Territorial de l'Alt Pirineu i Aran el tram entre Lleida i Balaguer té la consideració de «servei regional d'aportació a la xarxa d'altes prestacions amb potencial de xarxa de rodalia de Lleida», en contraposició al tram prepirinenc de consideració regional «que dona servei a una població quantitativament modesta i a una demanda de mobilitat obligada molt feble».
L'any 2016 va registrar l'entrada de 5.000 passatgers.
| Línia Lleida - la Pobla de Segur de FGC |                        |       |          |                        |
| Procedència/Destinació                  | <                      | Línia | >        | Procedència/Destinació |
| Lleida Pirineus                         | Vallfogona de Balaguer |       | terminal | terminal               |
| Lleida Pirineus                         | Vallfogona de Balaguer |       | Gerb     | La Pobla de Segur      |

## Remodelació
Dins del marc de la renovació de la línia de la Pobla la Generalitat de Catalunya estudia soterrar les vies a Balaguer i construir una nova estació subterrània, que donaria servei als terrenys de l'antiga paperera Inpacsa, una de les principals zones d'expansió urbanística de la ciutat. No obstant això, si la línia s'adapta finalment al tren tramvia l'estació es construiria a l'aire lliure.